# (36366) 2000 OA10
2000 OA10 (asteroide 36366) é um asteroide da cintura principal. Possui uma excentricidade de 0.16334820 e uma inclinação de 2.85991º.
Este asteroide foi descoberto no dia 23 de julho de 2000 por LINEAR em Socorro.